# MCM Worldwide
MCM Worldwide — це модний бренд класу люкс, заснований у 1976 році. Назва бренду складається з  ініціалів "Michael Cromer Munich". MCM продає свою продукцію через оптові магазини, франшизи та безпосередньо керовані магазини. Бренд був викуплений південно-корейською Sungjoo Group у 2005 році.
Приблизно 70% продажів бренду MCM здійснюються в Азії та приблизно 30% — у Європі, на Близькому Сході та в Америці. Бренд мав на меті досягти 2 мільярдів доларів продажів до 2019 року.